# 岡部啟一
岡部啟一（日语：岡部 啓一，1969年5月26日—），日本的作曲家、編曲家。兵庫縣神戶市出身。有限公司MONACA的代表董事。

## 來歷
神戶藝術工科大學藝術工學部視覺情報學科畢業。
2001年離開南梦宫後成為自由工作者，2004年成立有限公司MONACA。

## 註解
1. ↑  . 電撃オンライン. 2010-12-03  [2017-07-05]. （原始内容存档于2017-07-16）.

## 外部連結
- MONACA | 有限会社モナカ （页面存档备份，存于） （日語）
- 岡部啟一的X（前Twitter）